# Onthophagus verrucosus
Onthophagus verrucosus là một loài bọ cánh cứng trong họ Bọ hung (Scarabaeidae).